# Instituto Max Planck de Antropología Evolutiva

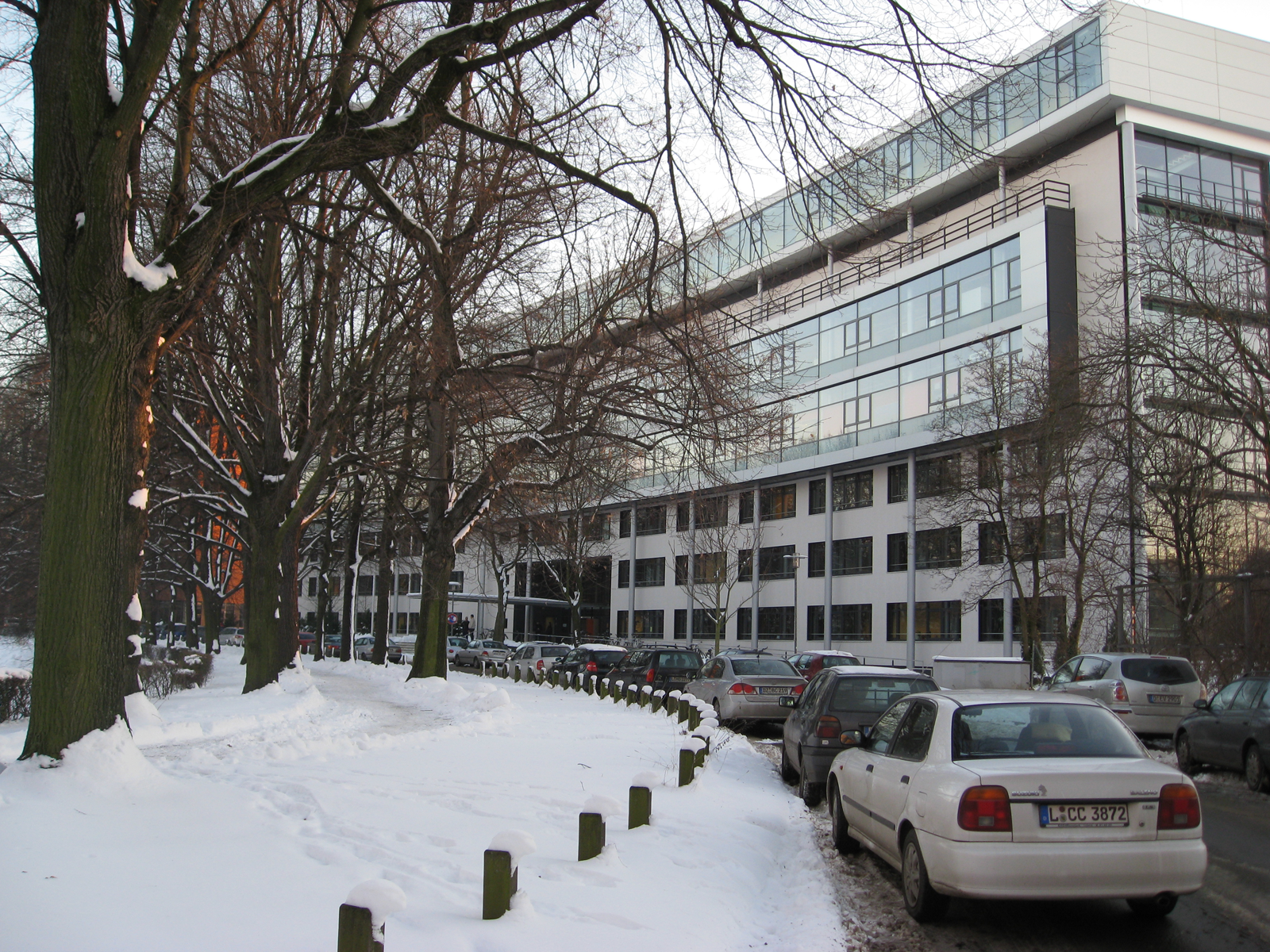
Vista exterior del Instituto.

El Instituto Max Planck de Antropología Evolutiva (en alemán Max-Planck-Institut für evolutionäre Anthropologie) es una institución de investigación no universitaria fundada por la Sociedad Max Planck (MPG) en 1997, con sede en Leipzig. El instituto investiga la evolución humana desde una perspectiva interdisciplinaria, mediante análisis comparativos de genes, culturas, habilidades intelectuales, lenguas y sistemas sociales en poblaciones humanas (pasadas y actuales) y primates cercanos.
Emplea a cerca de 330 investigadores, incluyendo figuras destacadas como Svante Pääbo (Premio Nobel de Medicina 2022, genética evolutiva), Rusell Gray (evolución cultural), Richard McElreath (ecología del comportamiento) y Michael Tomasello (psicología comparada).

## Departamentos
El instituto alberga siete departamentos o enfoques de investigación:
- Evolución lingüística y cultural (Rusell Gray): responde preguntas fundamentales sobre la historia de la humanidad.
- Psicología cultural comparada (Daniel Haun): estudia la diversidad cultural humana y los mecanismos cognitivos universales que la posibilitan y limitan.
- Orígenes humanos (Tracy Kivell): investiga el surgimiento y evolución del linaje humano mediante trabajo de campo y análisis de fósiles de los primeros homínidos y simios africanos.
- Arqueogenética (Johannes Krause): emplea técnicas moleculares (isótopos estables, secuenciación del ADN) para reconstruir la genética, el origen geográfico y la evolución de poblaciones antiguas.
- Comportamiento humano, ecología y cultura (Richard McElreath): analiza el papel de la cultura en la evolución y adaptación humanas.
- Genética evolutiva (Svante Pääbo): examina la evolución genética de humanos y primates a través de fuerzas genómicas directas (mutación/recombinación) e indirectas (selección, historia poblacional).
- Comportamiento y evolución de los primates (Jenny Tung): identifica patrones y procesos que guían la evolución de los primates.

## Genoma del Neandertal
En julio de 2006 el Instituto Max Planck de Antropología Evolutiva y 454 Life Sciences anunciaron que se proponían secuenciar el genoma del Neandertal durante los dos siguientes años mediante pirosecuenciación. Este genoma, procedente de una especie del género Homo, el Homo neanderthalensis y que se extinguió en el pleistoceno superior, tiene 3 billones de pares de bases y casi el mismo tamaño que el genoma humano, con el que comparte genes idénticos. Se supone que una comparación de ambos genomas ayudará a comprender la evolución humana y el desarrollo del cerebro.